# Riko Hiše
Riko Hiše je slovensko podjetje s sedežem v Ribnici, ki proizvaja lesene montažne objekte.
Ima med 50 in 99 zaposlenih. Je del skupine Riko, njegov večinski lastnik je podjetje Riko Invest, njegov direktor pa Marko Obrstar. Svoje izdelke prodaja predvsem na evropskem trgu.

## Zgodovina
Riko hiše so bile prisotne v Nemčiji in Avstriji od leta 1995. Leta 1998 je podjetje Riko Hiše začelo delovati v prostorih nekdanjega Rika.

## Nagrade in priznanja
- Najboljši okoljski izdelek v Sloveniji, 2002, EKO sklad, Slovenija[navedi vir]

- Nagrada The Wood Award 2007 za leseni objekt v Londonu[8]

- Superbrands za leto 2008, Slovenia Superbrands[navedi vir]

- European Green Building Council Leadership Awards 2013 nominacija[navedi vir]